# Leninski rajon, Brests voblast
Leninski rajon (belarusiska: Ленінскі раён) är en administrativ enhet (rajon) i staden Brest, som bildades den 7 april 1978 genom dekret från presidiet för BSSR:s högsta sovjet. Den ligger i Brests voblast, i den västra delen av Belarus, 300 km sydväst om huvudstaden Minsk.
Runt Leninski rajon är det i huvudsak tätbebyggt. Runt Leninski rajon är det ganska tätbefolkat, med 207 invånare per kvadratkilometer.